# Distretto di Pazarcık
Il distretto di Pazarcık (in turco Pazarcık ilçesi, in curdo Bazarcix) è uno dei distretti della provincia di Kahramanmaraş, in Turchia.